# Муолен
Муолен (нем. Muolen) — коммуна в Швейцарии, в кантоне Санкт-Галлен. 
Входит в состав округа Санкт-Галлен. Население составляет 1103 человека (на 31 декабря 2007 года). Официальный код — 3202.